# 마녀의 하인과 마왕의 뿔
《마녀의 하인과 마왕의 뿔》(일본어: 魔女の下僕と魔王のツノ)는 「월간 소년 간간」에서 2014년 5월호부터 연재중인 일본의 모찌(일본어: もち)가 그린 판타지, 로맨스 코미디 만화다.

## 개요
약초 마녀 베티의 하인 아르세니오는 베티의 스승인 대마녀 비비안의 난치병 치료와 베티를 웃게하기 위해 혼자 마왕 성으로 쳐들어 가는데, 그곳에서 레이와 동료들을 만나고 마왕의 뿔을 얻기 위한 노력을 한다.